# Nicolai Despot
Nicolai Despot (* 24. Februar 1986)  ist ein deutscher Theater-, Film- und Fernsehschauspieler.

## Leben
Nicolai Despot verbrachte seine Kindheit und Jugend auf dem Land am Ammersee. Nach dem Abitur zog er 2006 nach Berlin und studierte erst Philosophie und Geschichte, bevor er sich von 2009 bis 2013 zum Schauspieler an der Universität der Künste Berlin ausbilden ließ. Während seines Studiums gastierte er am Maxim-Gorki-Theater, dem Berliner Arbeiter-Theater, dem Hebbel am Ufer und dem Deutschen Theater. Noch vor Ende seiner Ausbildung ging er 2012 in sein Erstengagement am Berliner Ensemble unter der Intendanz von Claus Peymann. Seit 2015 arbeitet er freischaffend für das Stadttheater Klagenfurt, das Théâtre National du Luxembourg, die Ruhrfestspiele sowie das Schauspiel Hannover und wirkte in diesem Jahr auch in der Folge Außer Kontrolle der ZDF-Serie Notruf Hafenkante mit. Für Dradio Kultur, den WDR sowie den BR arbeitet er als Sprecher für Hörspiele. Seit 2017 arbeitet er vermehrt für Film und Fernsehen und hatte dort seine ersten Auftritte.